# Christine Delphy
Christine Delphy (Parigi, 9 dicembre 1941) è una sociologa francese.

## Biografia
Christine Delphy ha partecipato dal 1968 al MLF (Mouvement de libération des femmes) francese.
Tra le fondatrici, insieme a  Simone de Beauvoir, della rivista Questions féministes (oggi Nouvelles Questions féministes), Delphy è dal 1996 al CNRS ed è una delle esponenti più note del femminismo detto "materialista" (che si oppone decisamente al femminismo della "differenza" rappresentato in particolare, nel contesto francese, da Luce Irigaray e dal gruppo Psychanalyse et Politique).
Nel 1968 Delphy entra a far parte del FMA (Féminin, masculin, avenir) uno dei gruppi che daranno origine al nuovo movimento femminista francese negli anni '70. Il FMA, originariamente misto, era nato nel 1967 con lo scopo di rimettere in questione il matrimonio, la famiglia, le strutture autoritarie che si oppongono ad una reale emancipazione della donna. L'apporto di Christine Delphy al gruppo sarà decisivo anzitutto per quanto concerne la scelta del separatismo: le donne per analizzare la loro oppressione specifica e determinare i loro propri modi di lotta devono separarsi dai loro oppressori, gli uomini.
In breve tempo, altre femministe (tra le quali Monique Wittig) si uniscono al FMA condividendo le tesi difese da Delphy, in primo luogo il fatto che le donne formano, indipendentemente dalle loro differenze di classe, uno specifico gruppo sociale. Questo si definisce non in base ad una presunta natura biologica delle donne ma per il comune stato d'oppressione e sfruttamento da parte degli uomini. Più in particolare il patriarcato – il nemico principale – è, nelle società contemporanee, un sistema di subordinazione delle donne agli uomini. Non riducibile al capitalismo, questo sistema ha una precisa base economica individuata da Delphy nel modo di produzione domestico.
Il nome di Christine Delphy è legato indissolubilmente ad alcune delle tappe decisive del femminismo francese degli ultimi trent'anni: dalla deposizione il 26 agosto 1970 a Parigi, sotto il monumento al milite ignoto di una corona di fiori con la celebre scritta «Il y a plus inconnu ancore que le soldat: sa femme» (C'è qualcuno ancora più ignoto del soldato: sua moglie), alla fondazione, insieme a Simone de Beauvoir, di Questions féministes. Questa rivista - che si proponeva, tra l'altro, di dimostrare «il carattere storico, sociale e dunque arbitrario e reversibile, della gerarchia dei sessi» - può a giusto titolo essere considerata una delle più importanti e longeve riviste femministe francesi.